# Smart Repair
Smart Repair ist ein Sammelbegriff für Reparaturmethoden, die zur Beseitigung von Kleinschäden an Kraftfahrzeugen zum Einsatz kommen. Die Kosten solcher Reparaturen sind geringer als bei herkömmlichen Verfahren. Die Abkürzung SMART steht für Small Middle Area Repair Technologies, also Reparaturtechniken für kleine bis mittelgroße Bereiche.

## Beispiele
- Kunststoffreparaturen mit Nachbildung der ursprünglichen Oberflächenstruktur, z. B. bei Brandflecken oder Bohrlöchern im Armaturenbrett
- Herausdrücken bzw. Herausziehen von Dellen in Blechen mit Spezialwerkzeugen (Lackschadenfreie Ausbeultechnik)
- Lackreparatur mittels Spot-Repair
- Polsterreparatur mit möglichst guter Nachbildung der ursprünglichen Farbgebung
- Glasreparatur, z. B. bei Steinschlägen außerhalb des Hauptsichtfelds der Windschutzscheibe